# Juri (műfaj)
A juri (百合; Hepburn: yuri) és sodzsó-ai (少女愛; Hepburn: shojō-ai) kifejezések leszbikus tartalmat, tehát lány-lány kapcsolatot jelentenek anime és manga műfajok esetén.
(Lásd még "femslash": tehát female-slash, úgy is ismert mint saffic, femmeslash, girlslash, vagy csak egyszerűen slash, de utóbbi jelent fiú-fiú szerelmet is.)

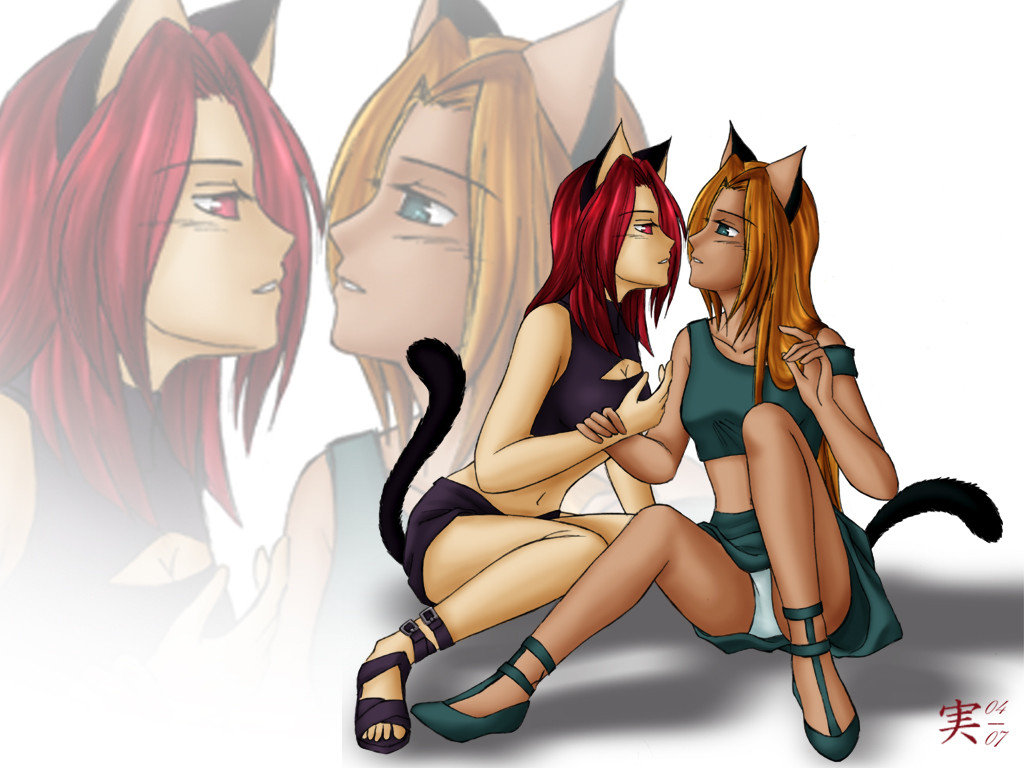
Kiss me (Yuri)

## Etimológiája
A sódzso-ai az elsősorban érzelmi kapcsolatra használt szó, míg a juriban már a testi kapcsolat is megjelenhet – bár van ahol egyszerű szinonimaként használják őket. Japánban a jurit tipikusan bármilyen lányok közötti vonzalomra alkalmazzák, legyen az kifejezetten szexuális, vagy romantikusabb, plátói.
Maga a juri szó liliomot jelent, és - ahogyan sok más virág - egy hétköznapi japán női keresztnév is egyben. 1971-ben Itó Bungaku, a Barazoku magazin szerkesztőjeként „összehangolta” a homoszexuális férfiak irányában alkalmazott „Barazoku”-val („rose tribe / a rózsa nemzetsége”), így született a „Jurizoku” („lily tribe / liliom nemzetség”). Ettől kezdve számos dódzsinsi kör használta a Juri vagy Jurikót, a népet, vagy fajt jelentő „zoku” pedig szépen lekopott a végéről.
A vaszei-ego (和製英語, Wasei-eigo? „made in Japan English”, egyfajta japán pszeudoanglicizmus) teremtette: Girls Love (ガールズラブ gāruzu rabu ; gyakran ejtve Girl's Love vagy Girls' Love, vagy rövidítve GL) szintén használatban van.

## A közönség
A célközönség a nyugati várakozásokkal ellentétben nem férfiak, hanem elsősorban fiatal lányok, mert az igényes juri nem pornográf, hanem mély érzelmű, romantikus és megható.
Ilyen témát dolgoz fel a népszerű és szimbólumokban-többletjelentésekben gazdag, gyönyörűen megrajzolt (több végkifejlettel is rendelkező) Revolutionary Girl Utena. Már az bonyodalmat kelt, hogy Utena herceg akar lenni; persze ekkor még nem gondol egyáltalán a leszbikusságra – az Anthyval való találkozás, és barátság alakul át köztük szerelemmé.
Japánban elég gyakran találkozhatunk homoszexuális tartalommal akár gyerekeknek szóló anime sorozatokban is. Ide tartozik a Sailor Moon sorozat pár epizódja.
Vagy mondhatnánk példának a Battle Athletes Victory című animét is, ahol az egymással rivalizáló két lány talál szerető párra a másikban; a Maria-szama Ga Miteru animében egy leányiskolában két lány bizalma, barátsága alakul lassanként szerelemmé.

## Híres és népszerű juri párok
- Tennó Haruka (Sailor Uranus) és Kaió Micsiru (Sailor Neptune) a Sailor Moon sorozatból.
- Sizuma és Nagisza a Strawberry Panic! – szereplői.
- Tendzsó Utena (天上ウテナ Tenjō Utena) és Himemija Anthy (姫宮アンシー Himemiya Anshī) a Revolutionary Girl Utena (少女革命ウテナ, Shōjo Kakumei Utena) szereplői
- "Carol" (Chirality Artificial Recombine Of Life) és Siori a Chirality szereplői.
- Szakagami Kója (坂上江夜, Sakagami Kōya) és Nakano Jamato (中野倭, Nakano Yamato) a Loveless szereplői.

## Külső hivatkozások
- Deviant Hearts : Shoujo-ai, Yuri, Femslash and Subtext Fanfiction. Galériával is rendelkező femslash és leszbikus tartalommal foglalkozó angol nyelvű site. Ingyenes de regisztráció szükséges
- The Yuri Mailing List angol nyelvű levelezőlista
- Yuricon
- Shoujo Arts Society official website
- Lililicious : Yuri mangák, animék, doujinshik angol nyelvű, letölthető, gyakran frissülő fordításai
- Újdonságok és érdekességek a yuri anime és manga világából az http://okazu.blogspot.com linken.
- ericafriedmanguidetoyuri (angolul)